# Vratnik (Zengg)
Vratnik falu Horvátországban, Lika-Zengg megyében. Közigazgatásilag Zengghez tartozik.

## Fekvése
Zengg központjától 15 km-re keletre, a Velebit-hegység területén a 23-as számú főút mentén fekszik. A 698 méter magas Vratnik-hágónál kezdődik az Észak-Velebit területe.

## Története
Vratnik  területén ősidők óta fontos kereskedelmi út vezetett át a Velebit-hegységen és már a római korban az itt átvezető út forgalmát ellenőrző őrállomás és vámhely működött. A település neve a „vrata” (kapu) főnévből származik, mivel itt volt a szárazföld belsejéből tenger felé a hegyeken át vezető legjárhatóbb hágó kezdete. Ez az ősidők óta ismert hágó nagyban hozzájárult a közeli Zengg városának fejlődéséhez. Itt haladt át a Pannóniából Dalmatia felé vezető legjelentősebb kereskedelmi és hadi útvonal. Ezért egyúttal jelentős stratégiai pont is volt, ahol mindig katonai őrhely állt. Ezt bizonyítják a  plébániatemplom környékén leletek, többek között egy a múlt század végén talált felirat, amely egy itteni Mitrász-szentély létét igazolja. Mithrászt különösen a katonák között tiszteleték sokan. 
A kereszténység felvétele után a barbár istenséget Mihály arkangyal és Szent György tisztelete váltotta fel. Az ő templomaikat, amint ebben az esetben is történt a pogány istenek szentélyeinek helyére építették. A vratniki plébánia területének ókori és középkori benépesüléséről nincs történeti forrás, de az itt talált régészeti leletek ezt kétségtelenné teszik. A 16. században azonban a Lika területét ért török támadások miatt a lakosság száma jelentősen megfogyott, a Zengg és Otocsán közötti terület időnként teljesen elnéptelenedett. A 17. század elején Sveti Juraj vidéke ideiglenesen benépesült, a mai vratniki területre azonban csak 1655 után érkeztek az észak-dalmáciai Biograd, Nin és Benkovac környékéről származó telepesek. Ezekhez aztán később bunyevácok is csatlakoztak, akik vissza délre vándorolva Krmpote és Krivi Put vidékét népesítették be. A letelepülés tényét jelzi, hogy ahol emberek laktak ott kis templomok is épültek. Ennek első jelét Vratnik tenger felőli részén Majorijén találjuk, ahol a Szent Mihály templomban Benedikt Bedeković püspök 1708-ban oltárt szentelt. Itt temették el Jure Furlant, akit 1727-ben Zenggből Otocsánra vezető útján rablók öltek meg. A templom a 18. század közepétől Sveti Križ plébániájához tartozott. 1763-ban ide tartoztak Stubalj, Melnice, Stolac és Veljun, valamint a ma már nem létező Francikovac falvak is. Veljunt és Francikovacot aztán 1790-ben az újonnan alapított krivi puti plébániához csatolták. 
A mai Szent Mihály plébániatemplomot 1769-ben kezdték építeni az akkor már rossz állapotú majorijei régi templom helyén és 1777-re épült fel. Felszentelésére 1795-ben került sor, miután berendezése is elkészült. Az 1807-ben alapított új plébániához Stubalj, Melnice településeket és Veljun egy részét csatolták. Vratnik temetőjét 1787-ben létesítették, első iskoláját 1836-ban alapították. Első tanítója Božo Maras volt. A falunak 1857-ben 361, 1910-ben 354 lakosa volt. 1920-ig Lika-Korbava vármegye Zenggi járásához tartozott. Ezt követően előbb a Szerb–Horvát–Szlovén Királyság, majd Jugoszlávia része lett. Jugoszlávia felbomlása után 1991-ben a független Horvátország része lett. 2011-ben 59 lakosa volt. A településen nyaranta a tengerpart felé menő óriási forgalom halad át

## Lakosság

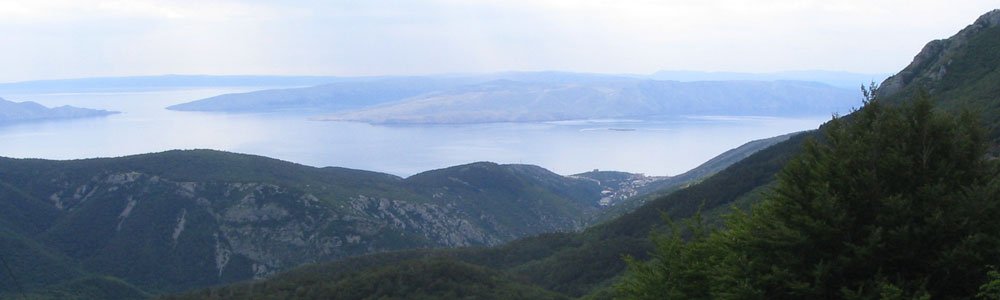
Kilátás Vratnikról a Velebit-csatornára és környékére

| Lakosság változása | Lakosság változása | Lakosság változása | Lakosság változása | Lakosság változása | Lakosság változása | Lakosság változása | Lakosság változása | Lakosság változása | Lakosság változása | Lakosság változása | Lakosság változása | Lakosság változása | Lakosság változása | Lakosság változása | Lakosság változása |
| ------------------ | ------------------ | ------------------ | ------------------ | ------------------ | ------------------ | ------------------ | ------------------ | ------------------ | ------------------ | ------------------ | ------------------ | ------------------ | ------------------ | ------------------ | ------------------ |
| 1857               | 1869               | 1880               | 1890               | 1900               | 1910               | 1921               | 1931               | 1948               | 1953               | 1961               | 1971               | 1981               | 1991               | 2001               | 2011               |
| 361                | 0                  | 0                  | 411                | 289                | 354                | 306                | 230                | 298                | 261                | 191                | 173                | 155                | 100                | 75                 | 59                 |

## Nevezetességei
- Szent Mihály főangyal tiszteletére szentelt templomát 1769-ben kezdték építeni az akkor már rossz állapotú régi templom helyén és 1777-re épült fel. Felszentelésére 1795-ben került sor, miután berendezése is elkészült. Eredeti Szent Mihály-szobra ma a senjska dragai Szent Kereszt templom szószéke felett található. 1807-óta plébániatemplom, anyakönyveit 1775-óta vezetik. Utoljára 1997-ben renoválták.
- A tengerpart felé vezető főútról nagyszerű kilátás nyílik az Adria Zengg körüli részére és a környező szigetekre.